# روهان أوغريدي
روهان أوغريدي (بالإنجليزية: Rohan O'Grady)‏ (23 يوليو 1922، فانكوفر في كندا - 17 مارس 2014)؛ روائية كندية.